# Boraras merah
Boraras merah (Kottelat, 1991) è un piccolo pesce di acqua dolce appartenente alla famiglia Cyprinidae che proviene dall'Asia.

## Habitat e distribuzione
Proviene dai torrenti e dalle paludi del Borneo.

## Descrizione
Questo pesce presenta un corpo compresso lateralmente ed abbastanza allungato. Ha una livrea gialla sul ventre e grigia sul dorso, con una macchia nera sui fianchi. Sull'opercolo c'è una macchia rossa. Il corpo è semitrasparente ed a volte si intravedono gli organi interni. Il maschio si distingue dalla femmina per il corpo più allungato e la colorazione più intensa. Raggiunge la lunghezza massima di 2 cm.

## Biologia

### Alimentazione
Ha una dieta prevalentemente insettivora, ma si nutre anche di vermi.

### Riproduzione
È oviparo e la fecondazione è esterna. Non ci sono cure verso le uova, che vengono disperse nell'acqua.

## Acquariofilia
È una specie timida e quindi non molto adatta agli acquari di comunità. 
In acquario depone le uova e spesso le mangia, ma qualche avannotto riesce a sopravvivere se la vasca è ricca di nascondigli.

## Conservazione
Non è valutato dalla lista rossa IUCN.